# Eremobina
Eremobina es un género  de lepidópteros de la familia Noctuidae. Es originario de Eurasia y Norteamérica.

## Especies
- Eremobina claudens (Walker, 1857) (syn: Eremobina albertina (Hampson, 1908), Eremobina hillii (Grote, 1876), Eremobina hanhami (Barnes & Benjamin, 1924)
- Eremobina leucoscelis (Grote, 1874) (syn: Eremobina jocasta (Smith, 1900), Eremobina fibulata (Morrison, 1874))
- Eremobina pabulatricula (Brahm, 1791)
- Eremobina unicincta (Smith, 1902)